# Jenfelder Bach
El Jenfelder Bach (en baix alemany Jenfelder Beek) és un riu a l'estat d'Hamburg a Alemanya.
Neix a Jenfeld, a prop del carrer am Jenfelder Bach. A Billstedt desemboca al Schleemer Bach que desguassa via el Bille i l'Elba al mar del Nord. Ja l'any 1988, el comitè local de l'SPD va proposar de recuperar la natura del riu.

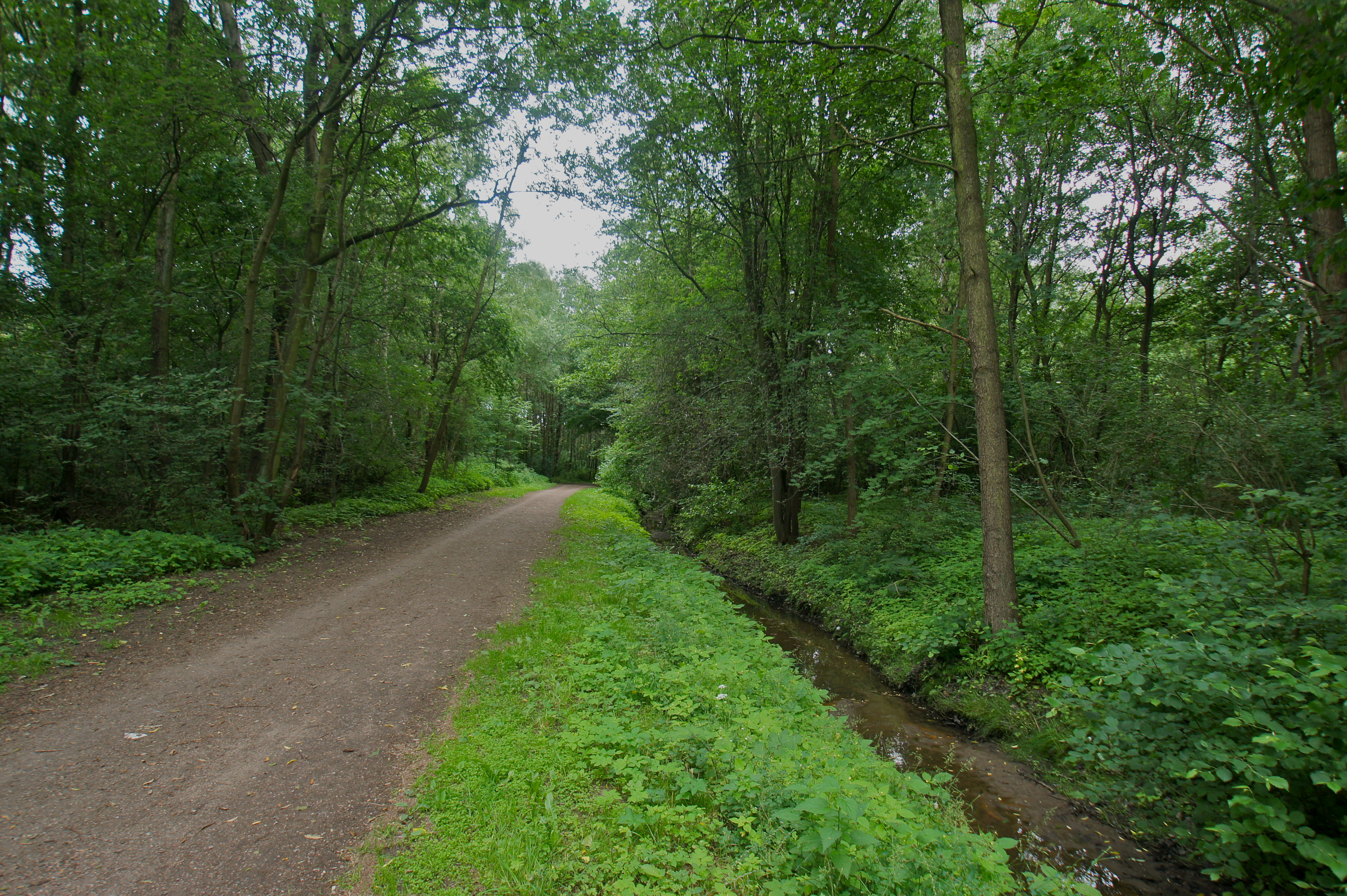
El sender a la riba del riu
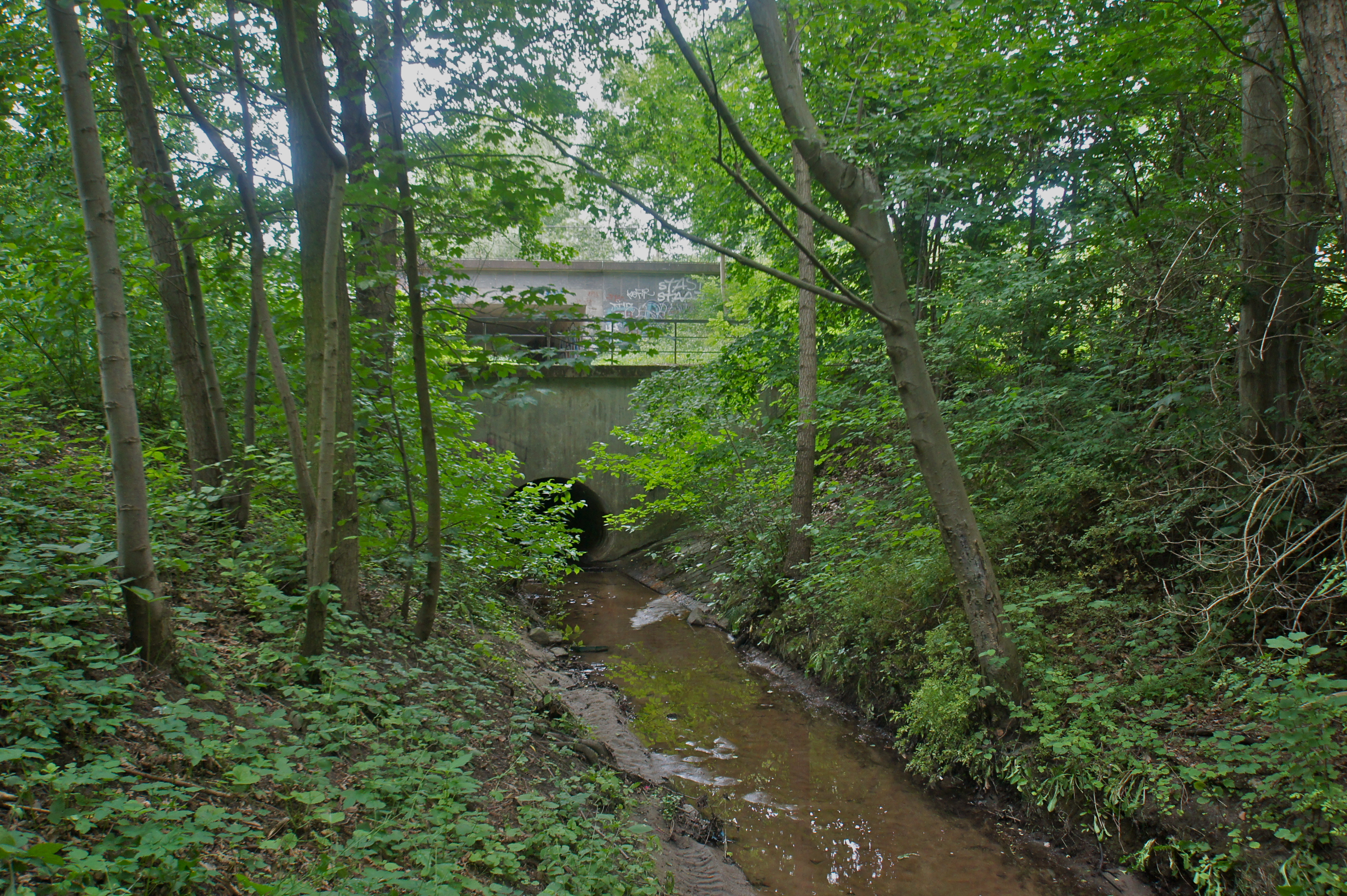
El riu i el sender en passar sota el carrer Glinder Straße
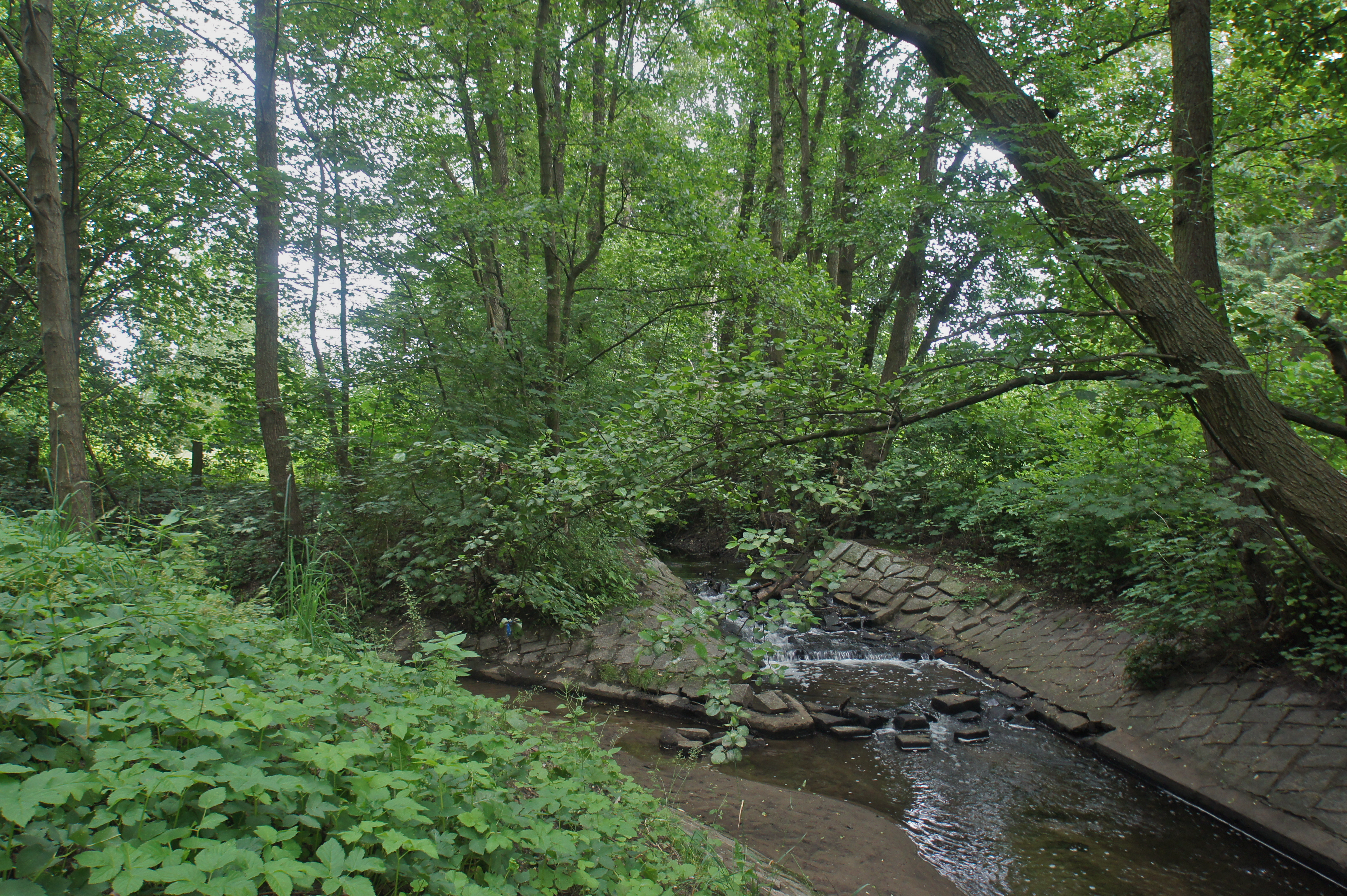
Aiguabarreig del Jenfelder Bach i del Schleemer Bach